# John Covel
John Covel (2 avril 1638 - 19 décembre 1722) est un membre du clergé et un scientifique devenu maître du Christ's College de Cambridge et vice-chancelier de l'université.

## Biographie
Né à Horningsheath, Suffolk, fils de William Covel, John Covel fait ses études à l'école Bury St Edmunds et au Christ's College de Cambridge, où il est nommé membre en 1659. En 1670, il se rend à Constantinople comme aumônier de la Compagnie du Levant. Pendant deux ans, il est le seul responsable de l'ambassade d'Angleterre après la mort de l'ancien ambassadeur.
Covel voyage beaucoup en Asie Mineure et décrit les bâtiments et les plantes qu'il voit. Il achète de nombreux manuscrits grecs (dont les codex 65, 110, 321, 322 et ℓ 150).
Après son retour, Covel passe l'hiver 1680/1681 dans le Suffolk souffrant de fièvre, avant de devenir aumônier de la princesse d'Orange à La Haye (1681–1685). Il est ensuite élu 15e Maître du Christ en 1688, poste qu'il occupe jusqu'en 1722.
Dans ses dernières années, Covel contribue à développer l'étude des fossiles.